# (6611) 1993 VW
(6611) 1993 VW es un asteroide que forma parte de los asteroides Apolo, descubierto el 9 de noviembre de 1993 por Eleanor F. Helin y el también astrónomo Jeffrey Thomas Alu desde el Observatorio del Monte Palomar, Estados Unidos.

## Designación y nombre
Designado provisionalmente como 1993 VW.

## Características orbitales
1993 VW está situado a una distancia media del Sol de 1,696 ua, pudiendo alejarse hasta 2,517 ua y acercarse hasta 0,8741 ua. Su excentricidad es 0,484 y la inclinación orbital 8,696 grados. Emplea 806,752 días en completar una órbita alrededor del Sol.
Los próximos acercamientos a la órbita terrestre ocurrirán el 2 de enero de 2036, el 21 de marzo de 2047 y el 27 de abril de 2058.

## Características físicas
La magnitud absoluta de 1993 VW es 16,9. Está asignado al tipo espectral V según la clasificación SMASSII.